# Nysson paralias
Nysson paralias is een vliesvleugelig insect uit de familie van de graafwespen (Crabronidae). De wetenschappelijke naam van de soort is voor het eerst geldig gepubliceerd in 2010 door Klaus Standfuss. Het epitheton paralias is Grieks voor "van het strand" en verwijst naar de habitat aan de kust waar de soort is waargenomen. 
De soort komt alleen voor in Griekenland.